# تشارلز دارو
تشارلز دارو (بالإنجليزية: Charles Darrow)‏ هو مخترع ‏ ومخترِع أمريكي، ولد في 10 أغسطس 1889 في فيلادلفيا في الولايات المتحدة، وتوفي في 29 أغسطس 1967 في مقاطعة باكز في الولايات المتحدة.

## وصلات خارجية
- تشارلز دارو على موقع الموسوعة البريطانية (الإنجليزية)